# Colombiaans voetbalelftal in 1988
Het Colombiaans voetbalelftal speelde in totaal zes officiële interlands in het jaar 1988, alle vriendschappelijk. De nationale selectie bleef ongeslagen en stond onder leiding van bondscoach Francisco Maturana, die was aangetreden in 1987.

## Balans
| Wedstrijden | Wedstrijden | Wedstrijden | Wedstrijden | Doelpunten | Doelpunten | Doelpunten | Punten |
| Gespeeld    | Winst       | Gelijk      | Verlies     | Voor       | Tegen      | Saldo      | Punten |
| ----------- | ----------- | ----------- | ----------- | ---------- | ---------- | ---------- | ------ |
| 6           | 4           | 2           | 0           | 11         | 3          | +8         | 1.666  |

## Interlands
|                                                     |                                                                    |       |        |                                                                                           |
| 30 maart Vriendschappelijk № 172 «onderlinge duels» | Colombia                                                           | 3 – 0 | Canada | Estadio Centenario, Armenia Toeschouwers: 30.000 Scheidsrechter: José Torres Cadena (COL) |
| 30 maart Vriendschappelijk № 172 «onderlinge duels» | Luis Carlos Perea 26' Carlos Valderrama 42' John Jairo Trellez 74' |       |        | Estadio Centenario, Armenia Toeschouwers: 30.000 Scheidsrechter: José Torres Cadena (COL) |

|                                                   |                  |                                         |          |                                                                              |
| 14 mei Vriendschappelijk № 173 «onderlinge duels» | Verenigde Staten | 0 – 2                                   | Colombia | Orange Bowl, Miami Toeschouwers: 15.371 Scheidsrechter: Angelo Bratsis (USA) |
| 14 mei Vriendschappelijk № 173 «onderlinge duels» |                  | 66' Arnoldo Iguarán 89' Arnoldo Iguarán |          | Orange Bowl, Miami Toeschouwers: 15.371 Scheidsrechter: Angelo Bratsis (USA) |

|                                                  |           |       |          |                                                                                |
| 17 mei Stanley Rous Cup № 174 «onderlinge duels» | Schotland | 0 – 0 | Colombia | Hampden Park, Glasgow Toeschouwers: 20.487 Scheidsrechter: Vítor Correia (POR) |
| 17 mei Stanley Rous Cup № 174 «onderlinge duels» |           |       |          | Hampden Park, Glasgow Toeschouwers: 20.487 Scheidsrechter: Vítor Correia (POR) |

|                                                   |                   |       |                                                              |                                                                                  |
| 19 mei Vriendschappelijk № 175 «onderlinge duels» | Finland           | 1 – 3 | Colombia                                                     | Olympiastadion, Helsinki Toeschouwers: 5.548 Scheidsrechter: Franz Gächter (SUI) |
| 19 mei Vriendschappelijk № 175 «onderlinge duels» | Jari Rantanen 38' |       | 19' Jaime Arango 47' (pen.) René Higuita 63' Arnoldo Iguarán | Olympiastadion, Helsinki Toeschouwers: 5.548 Scheidsrechter: Franz Gächter (SUI) |

|                                                  |                  |       |                    |                                                                                           |
| 24 mei Stanley Rous Cup № 176 «onderlinge duels» | Engeland         | 1 – 1 | Colombia           | Wembley Stadium, Londen Toeschouwers: 25.756 Scheidsrechter: Karl-Josef Assenmacher (FRG) |
| 24 mei Stanley Rous Cup № 176 «onderlinge duels» | Gary Lineker 22' |       | 66' Andrés Escobar | Wembley Stadium, Londen Toeschouwers: 25.756 Scheidsrechter: Karl-Josef Assenmacher (FRG) |

|                                                             |                                        |       |                        |                                                                                       |
| 7 augustus Copa Jiménez de Quesada № 177 «onderlinge duels» | Colombia                               | 2 – 1 | Uruguay                | Estadio El Campín, Bogotá Toeschouwers: onbekend Scheidsrechter: Octavio Sierra (COL) |
| 7 augustus Copa Jiménez de Quesada № 177 «onderlinge duels» | Arnoldo Iguarán 61' Bernardo Redín 76' |       | 74' José Oscar Herrera | Estadio El Campín, Bogotá Toeschouwers: onbekend Scheidsrechter: Octavio Sierra (COL) |

## Statistieken
| René Higuita          | 1966-08-28 | Atlético Nacional      | 6 | 0 | 1 | 11 | 1  |
| Eduardo Niño          | 1967-06-08 | Independiente Santa Fe | 0 | 1 | 0 | 1  | 0  |
| Verdediging           |            |                        |   |   |   |    |    |
| Andrés Escobar        | 1967-03-13 | Atlético Nacional      | 6 | 0 | 1 | 6  | 1  |
| Luis Fernando Herrera | 1962-06-12 | Atlético Nacional      | 6 | 0 | 0 | 12 | 1  |
| Carlos Hoyos          | 1962-02-28 | Deportivo Cali         | 6 | 0 | 0 | 11 | 0  |
| Luis Carlos Perea     | 1963-12-29 | Atlético Nacional      | 5 | 0 | 1 | 10 | 1  |
| Alexis Mendoza        | 1961-11-08 | Atlético Junior        | 1 | 0 | 0 | 3  | 0  |
| Jorge Ambuila         | 1961-10-16 | Deportivo Cali         | 0 | 1 | 0 | 3  | 0  |
| Middenveld            |            |                        |   |   |   |    |    |
| Bernardo Redín        | 1963-02-26 | Deportivo Cali         | 6 | 0 | 1 | 14 | 2  |
| Leonel Álvarez        | 1965-07-29 | Atlético Nacional      | 6 | 0 | 0 | 14 | 1  |
| Alexis García         | 1960-07-21 | Atlético Nacional      | 6 | 0 | 0 | 6  | 0  |
| Carlos Valderrama     | 1961-09-02 | Montpellier HSC        | 5 | 0 | 1 | 11 | 2  |
| José Ricardo Pérez    | 1965-10-24 | Atlético Nacional      | 0 | 2 | 0 | 5  | 0  |
| Gabriel Gómez         | 1959-12-08 | Independiente Medellín | 0 | 1 | 0 | 5  | 1  |
| Aanval                |            |                        |   |   |   |    |    |
| Arnoldo Iguarán       | 1957-01-18 | Millonarios            | 5 | 1 | 4 | 38 | 12 |
| John Jairo Tréllez    | 1968-04-29 | Atlético Nacional      | 2 | 3 | 1 | 8  | 2  |
| Jaime Arango          | 1962-01-14 | Atlético Nacional      | 2 | 2 | 1 | 4  | 1  |
| Alex Valderrama       | 1960-10-01 | Atlético Nacional      | 2 | 2 | 0 | 22 | 5  |
| Juan Jairo Galeano    | 1962-08-12 | Atlético Nacional      | 1 | 2 | 0 | 8  | 1  |
| Antony de Ávila       | 1962-12-21 | América de Cali        | 1 | 0 | 0 | 8  | 0  |

Colfútbol · A-internationals · Selecties · Statistieken · Bondscoaches · Colombiaans vrouwenelftal · Olympisch elftal · Colombia U20 · Colombia U17
1938 – 1949 ·
1950 – 1959 ·
1960 – 1969 ·
1970 – 1979 ·
1980 – 1989 ·
1990 – 1999 ·
2000 – 2009 ·
2010 – 2019 ·
2020 – 2029
WK 1962 · 
WK 1990 · 
WK 1994 · 
WK 1998 · 
WK 2014 · 
WK 2018
OS 1968 · 
OS 1972 · 
OS 1980 · 
OS 1992 · 
OS 2016
1938 · 
1939 · 1940 · 1941 · 1942 · 1943 · 1944 · 
1946 · 
1947 · 
1948 · 
1949 · 
1950 · 1951 · 1952 · 1953 · 1954 · 1955 · 1956 · 
1957 · 
1958 · 1959 · 1960 · 
1961 · 
1962 · 
1963 · 
1964 · 
1965 · 
1966 · 
1967 · 
1968 · 
1969 · 
1970 · 
1971 · 
1972 · 
1973 · 
1974 · 
1975 · 
1976 · 
1977 · 
1978 · 
1979 · 
1980 · 
1981 · 
1982 · 
1983 · 
1984 · 
1985 · 
1986 · 
1987 · 
1988 · 
1989 · 
1990 ·
1991 · 
1992 · 
1993 · 
1994 · 
1995 · 
1996 · 
1997 · 
1998 · 
1999 · 
2000 · 
2001 · 
2002 · 
2003 · 
2004 · 
2005 · 
2006 · 
2007 · 
2008 · 
2009 · 
2010 · 
2011 · 
2012 · 
2013 · 
2014 · 
2015 · 
2016 · 
2017 ·
2018 ·
2019 ·
2020 ·
2021
Algerije ·
Argentinië ·
Australië ·
Bahrein ·
België ·
Bolivia · 
Brazilië ·
Canada ·
Chili ·
China · 
Costa Rica ·
Cuba ·
DDR ·
Duitsland ·
Ecuador ·
Egypte ·
El Salvador ·
Engeland ·
Finland ·
Frankrijk ·
Griekenland ·
Guatemala · 
Haïti ·
Honduras ·
Hongarije ·
Hongkong ·
Ierland ·
Irak ·
Israël ·
Ivoorkust ·
Jamaica ·
Japan ·
Joegoslavië ·
Jordanië ·
Kameroen ·
Koeweit · 
Liberia · 
Marokko ·
Mexico ·
Montenegro ·
Nederland ·
Nederlandse Antillen ·
Nicaragua ·
Nieuw-Zeeland · 
Nigeria ·
Noord-Ierland ·
Noorwegen ·
Panama ·
Paraguay ·
Peru ·
Polen ·
Puerto Rico ·
Qatar ·
Roemenië ·
Saoedi-Arabië ·
Schotland ·
Senegal ·
Servië ·
Slovenië ·
Slowakije ·
Sovjet-Unie ·
Spanje ·
Trinidad en Tobago ·
Tsjecho-Slowakije ·
Tunesië · 
Turkije · 
Uruguay ·
Venezuela ·
Verenigde Arabische Emiraten · 
Verenigde Staten ·
Zuid-Afrika ·
Zuid-Korea ·
Zweden ·
Zwitserland
Brazilië (2014) ·
Engeland (2018) ·
Griekenland (2014) ·
Ivoorkust (2014) ·
Japan (2014) ·
Japan (2018) ·
Polen (2018) ·
Senegal (2018) ·
Uruguay (2014)